# دانشگاه اقتصاد پلخانف روسیه
دانشگاه اقتصاد پلخانف روسیه (روسی: Российский экономический университет имени Г. В. Плеханова) یک دانشگاه تحقیقاتی دولتی در مسکو است. این دانشگاه در سال ۱۹۰۷ توسط کارآفرین الکسی ویشیناکوف به عنوان اولین کالج تخصصی امور مالی در امپراتوری روسیه تأسیس شد. در دوران حکومت شوروی این دانشگاه به یک دانشگاه بزرگ تبدیل شد و در سراسر جهان به عنوان یکی از معتبرترین دانشگاه‌ها شناخته شد.
دانشگاه پلخانف با بسیاری از دانشگاه‌ها از سراسر جهان همکاری می‌کند. در حال حاضر، دانشگاه پلخانوف در حال تلاش برای دستیابی به اعتبار EQUIS است.